# Château de Lullingstone
Le château de Lullingstone est un manoir historique situé dans un domaine du village de Lullingstone et de la paroisse civile d'Eynsford dans le comté anglais de Kent. Il est habité par des membres de la famille Hart Dyke depuis vingt générations, dont l'actuel propriétaire Tom Hart Dyke.

## Histoire
Mentionné dans le Domesday Book, le manoir de Lullingstone est acquis en 1279 par Gregory de Rokesley, qui sert huit mandats en tant que lord-maire de Londres. Il est transmis dans la famille Rokesley pendant plusieurs générations avant d'être vendu à la famille Peche. Le manoir actuel est commencé en 1497 par John Peche, haut shérif de Kent pour 1494-95 et plus tard (1509), co -seigneur adjoint de Calais. Henri VIII et la reine Anne visitent régulièrement la maison.
En 1543, le domaine passe par mariage à son neveu, Percyvall Hart, intendant en chef et chevalier annonciateur du roi Henri VIII, du roi Édouard VI, de la reine Mary et de la reine Elizabeth. Il meurt en 1580 et le domaine passe à son petit-fils, Percival Hart. En mai 1603, il envoie du poisson et de la volaille du domaine de Lullingstone au roi Jacques Ier à Theobalds House. La maison passe à son arrière-petit-fils, encore un autre Percival Hart, qui est haut shérif du Kent en 1706, qui remodèle la maison et la rebaptise Lullingstone Castle. Il laisse une fille, Anne, qui épouse John Bluet puis Thomas Dyke.

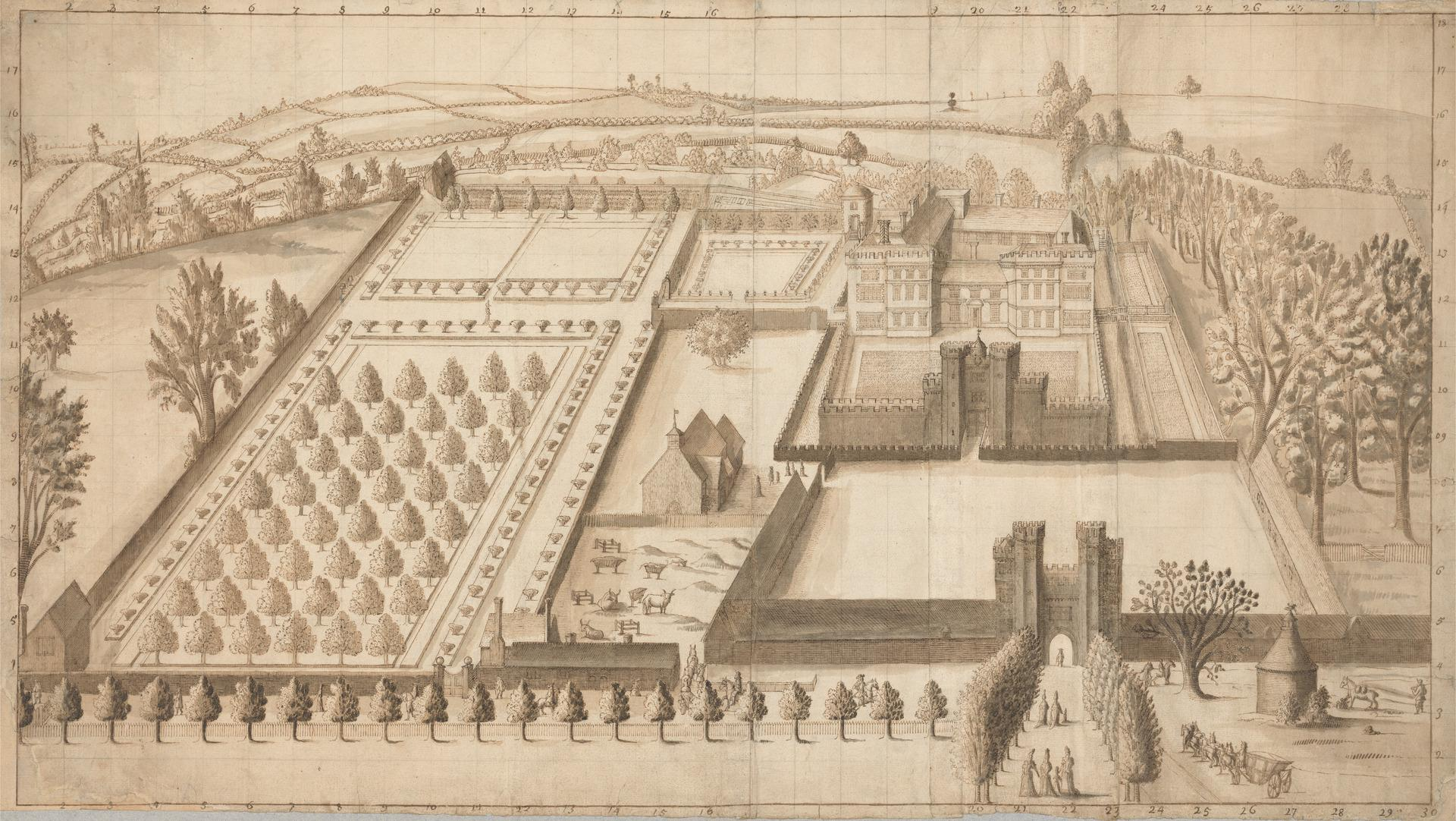
Un dessin du château de Lullingstone vers 1670 au Yale Center for British Art

En 1934, le domaine est vendu à la brasserie Kemp Town, qui le revend au conseil du comté de Kent en 1938. Elle est occupée par l'armée pendant la Seconde Guerre mondiale. Au milieu des années 1960, le conseil du district rural de Dartford aménage un terrain de golf sur le terrain et créé un parc public. La maison elle-même reste entre les mains de la famille Hart Dyke.

## Architecture

### La maison

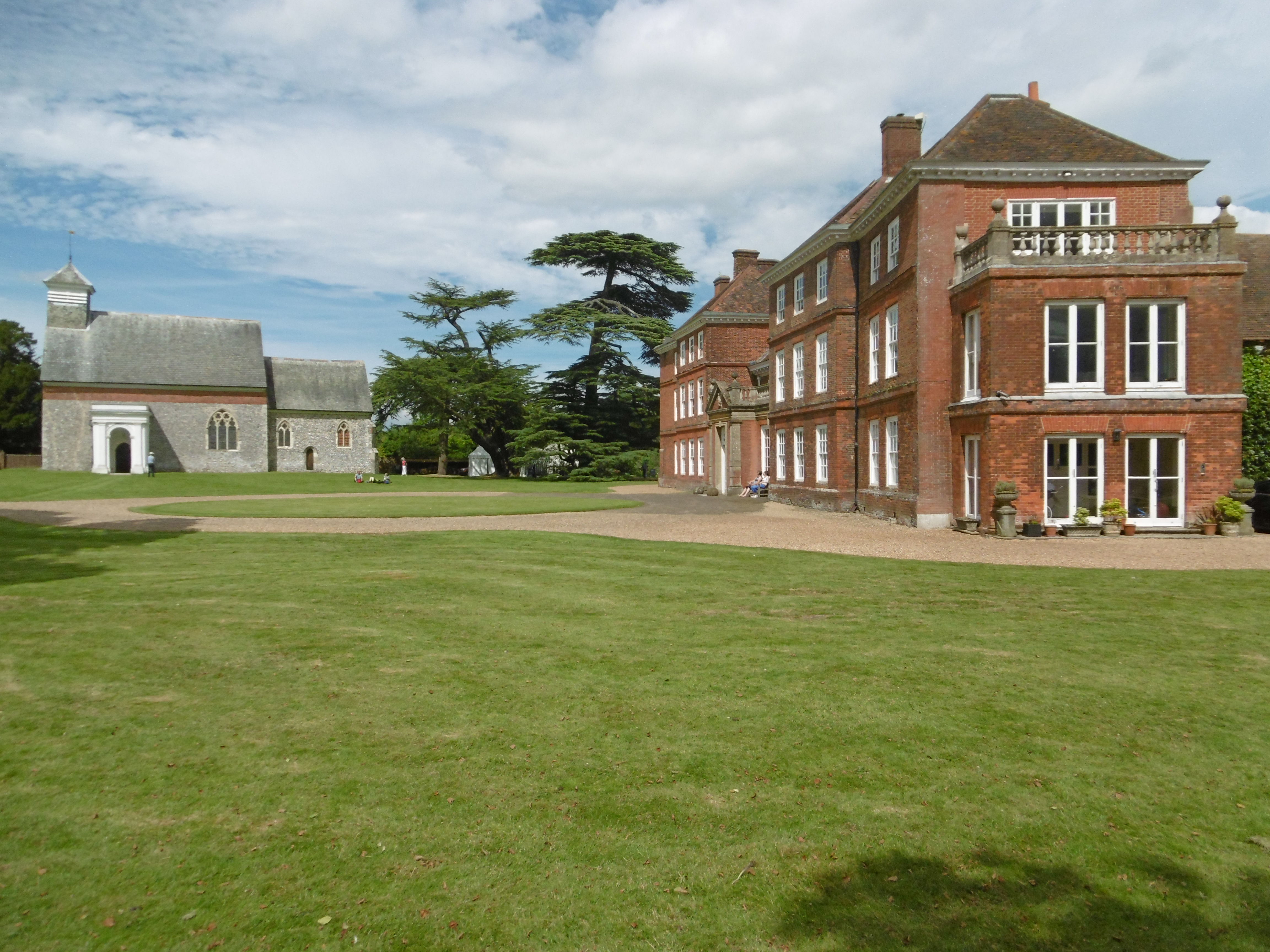
La maison principale et l'église St Botolph

La maison, maintenant connue sous le nom de château de Lullingstone, est construite entre 1543 et 1580 par Percyvall Hart sous le nom de Lullingstone House. Il s'agit d'un bâtiment classé Grade II* en brique rouge et de trois étages. Des traces du bâtiment d'origine du XVIe siècle sont visibles sur les façades nord et est, entre lesquelles se trouve la façade d'entrée Queen Anne rénovée à deux étages du dernier Percival Hart et John Dixon Dyke.

### La guérite

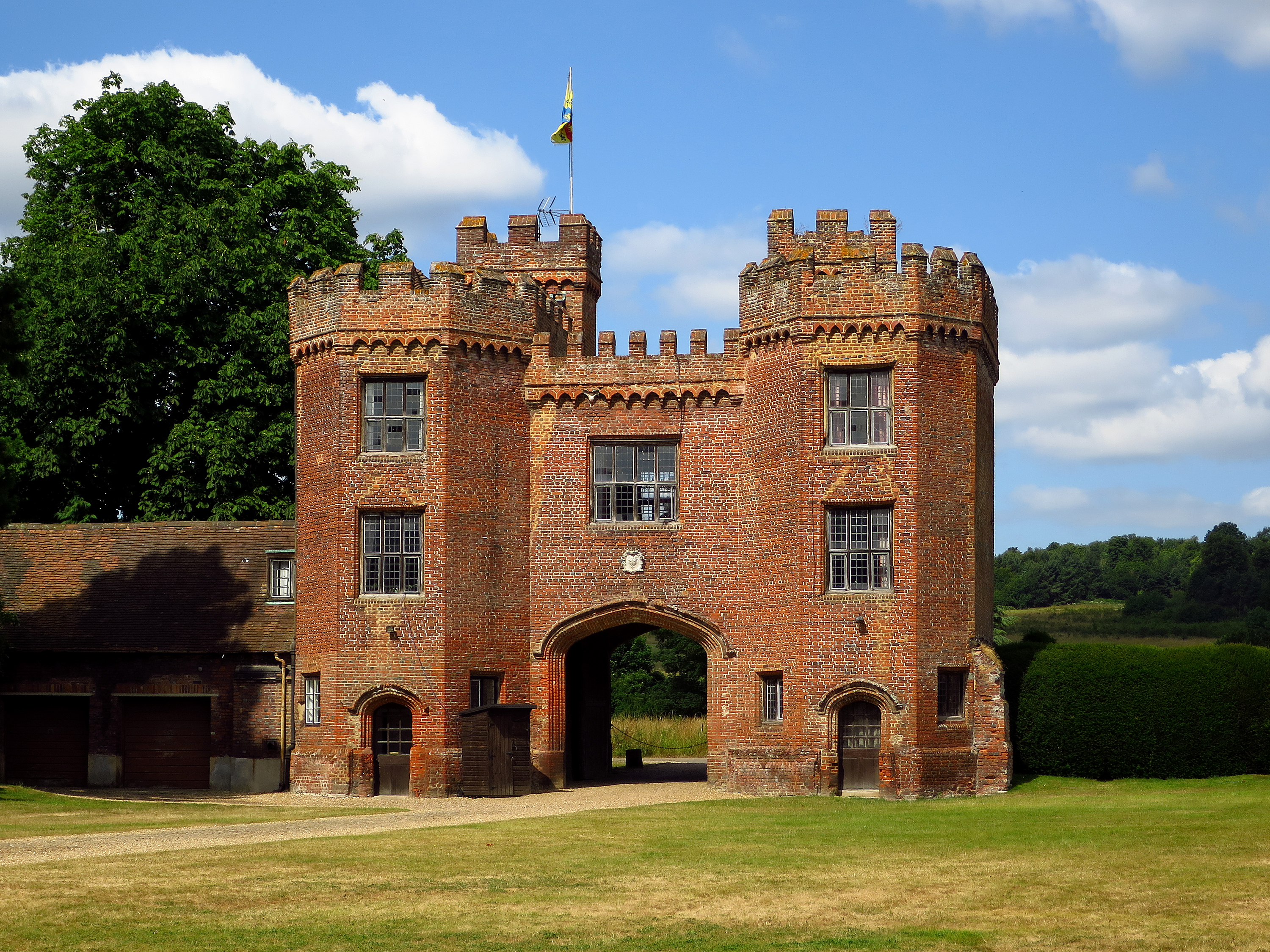
Corps de garde extérieur du château de Lullingstone

La maison a deux guérites, une guérite extérieure, qui subsiste, et une guérite intérieure, qui est démolie au XVIIIe siècle. La guérite extérieure est construite à la fin du XVIe siècle, mais elle repose peut-être sur des fondations antérieures posées par John Peche, ce qui en fait potentiellement l'un des premiers en Angleterre construit entièrement en brique. Il s'agit d'un bâtiment classé Grade I.

## Les jardins
Les 120 acres (48,56227704 ha) était auparavant un parc à cerfs clôturé, le château servant de pavillon de chasse. Le domaine est situé sur la rivière Darent et abrite les bains publics de la reine Anne et une glacière datant du XVIIIe siècle. La plupart des terrains de l'ancien domaine constituent désormais le Lullingstone Country Park et sont classés Grade II.
Le parc contient certains des plus vieux chênes de Grande-Bretagne, des fleurs sauvages, une église (St Botolph) de style normand et peut-être une fondation antérieure mais une restauration et une reconstruction beaucoup plus tardives, un jardin clos et, à une époque la Villa romaine de Lullingstone.
Zoe Dyke créé ici la ferme de soie de Lullingstone qui est visitée par la reine Mary et créé ainsi de la soie pour la robe de couronnement du roi George VI. La ferme a depuis déménagé, mais produit de la soie pour d'autres événements royaux importants, notamment la robe de mariée de la princesse Elizabeth et la robe de mariée de Diana Spencer.
Le jardin clos, auparavant un jardin d'herbes aromatiques conçu par Eleanour Sinclair Rohde, a récemment été transformé en Jardin mondial des plantes par l'actuel propriétaire du château (et 20e génération des Hart Dykes), le collectionneur de plantes Tom Hart Dyke. Cette conversion a fait l'objet de la série BBC2 Save Lullingstone Castle. Tom Hart Dyke et le World Garden sont de nouveau présentés au printemps 2007 dans la série BBC2, Return to Lullingstone Castle.